# Julius Katchen

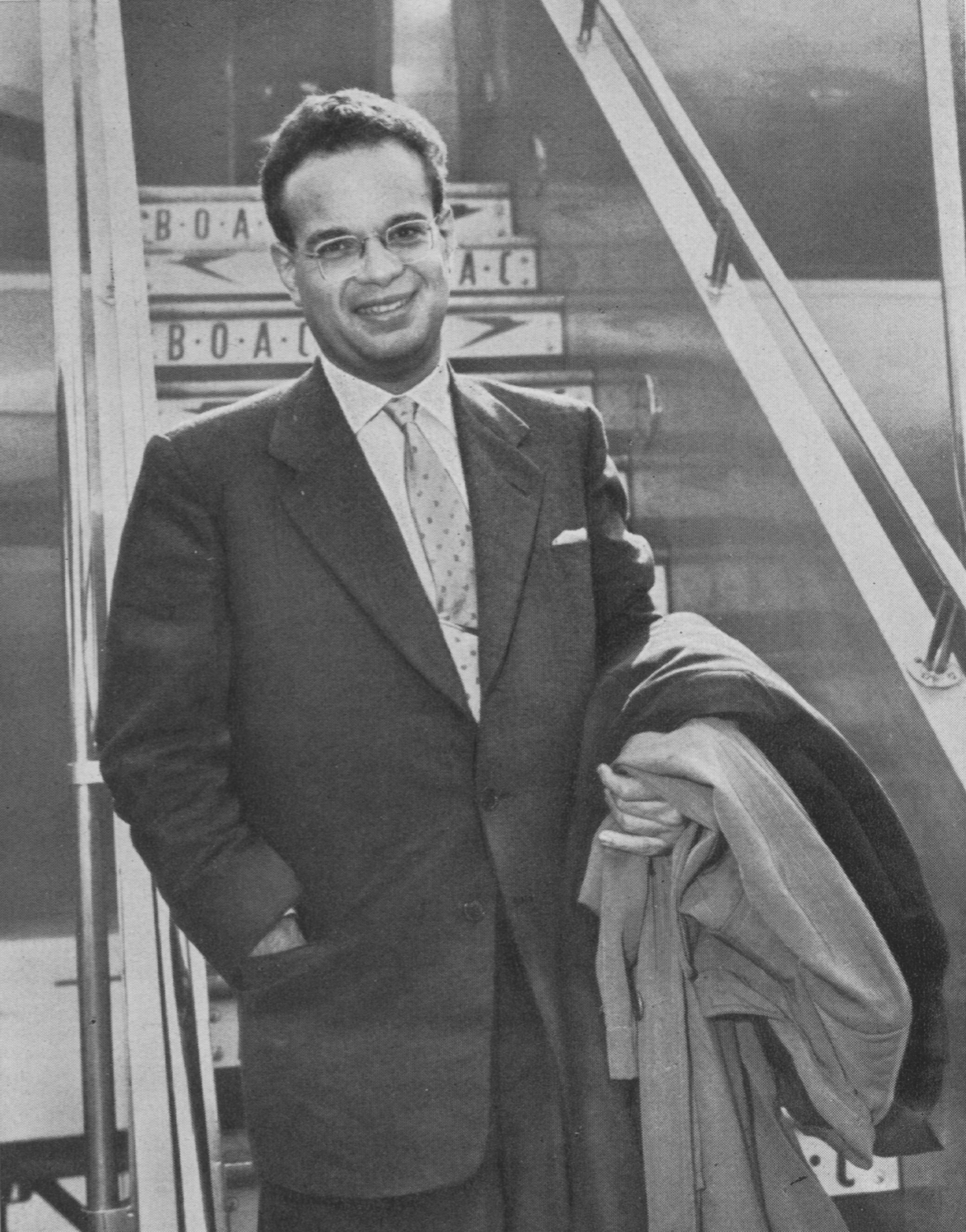
Julius Katchen

Julius Katchen (* 15. August 1926 in Long Branch, New Jersey; † 29. April 1969 in Paris) war ein US-amerikanischer Pianist russisch-jüdischer Abstammung.
Er debütierte bereits im Alter von 11 Jahren mit einem Mozart-Konzert in Philadelphia unter der Leitung von Eugene Ormandy. Eine Wunderkind-Karriere konnte jedoch abgewendet werden, er studierte weiter bei seinen Großeltern, die an den Konservatorien in Warschau und Moskau gelehrt hatten, später beim Godowsky-Schüler David Saperton. Anschließend nahm er ein Studium der Philosophie und franz. Sprache in Haverford und an der Sorbonne auf. Er lebte ab diesem Zeitpunkt auch in Frankreich.
Katchens Repertoire war zwar zunächst breit, konzentrierte sich jedoch ab Ende der 1950er Jahre immer mehr auf die Werke von Johannes Brahms. Er nahm so auf Schallplatte nicht nur dessen gesamtes Soloklavierwerk auf (eine bis heute in ihrer Kraft, Virtuosität und Werkdurchdringung maßstabsetzende Aufnahme), sondern auch die beiden Klavierkonzerte und eine Reihe von Kammermusikwerken (mit Josef Suk jr. und János Starker). Am 11. Dezember 1968 nahm er am „Rock 'n' Roll Circus“ der Rolling Stones teil.
Katchen starb im Alter von 42 Jahren an Leukämie.